# Kodavasal
Kodavasal (ook wel gespeld als Kudavasal) is een panchayatdorp in het district Tiruvarur van de Indiase staat Tamil Nadu. 

## Demografie
Volgens de Indiase volkstelling van 2001 wonen er 13.247 mensen in Kodavasal, waarvan 49% mannelijk en 51% vrouwelijk is. De plaats heeft een alfabetiseringsgraad van 72%.